# 布羅瓦雷戰役
布罗瓦雷战役是2022年俄羅斯入侵烏克蘭的基辅攻势期间的一场军事交战，目的是控制乌克兰首都基輔以东的布羅瓦雷郊区。俄军从切爾尼戈夫州南部向西推进，并与乌军交战。俄军在整個戰鬥中都未能完全控制該城，並於2022年4月2日撤軍。

## 战斗

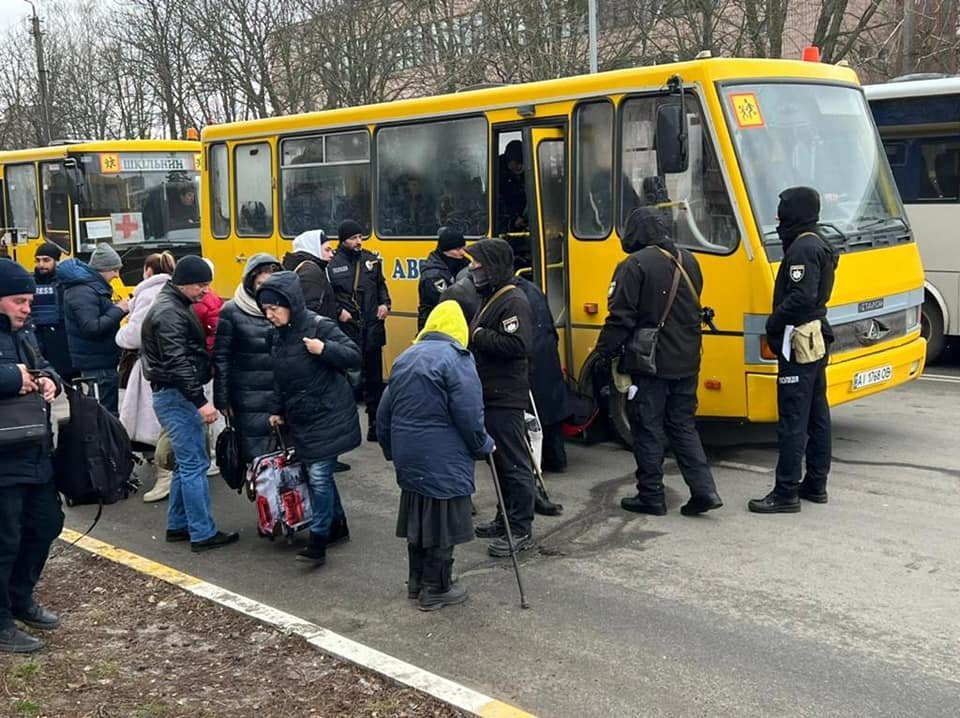
乌克兰平民在俄罗斯军队抵达前撤离布罗瓦雷

### 俄軍進攻
2022年3月9日晚，一列俄军装甲车从北部通过M01高速公路进入该市，主要由第90近卫坦克师與第6和239坦克团组成。他們的行动非常缓慢，也開了很多已过时的车辆，例如T-72主戰坦克，而分析人士亦表示他們不適合现代的战争。此外，车队由TOS-1等自行火炮领导，所以特别容易受到攻击。

### 主要戰鬥
在该市附近的一个村庄，乌军看到了伏击俄军的机会並決定攻击。乌军使用大炮和反坦克导弹，摧毁了几辆坦克和装甲运兵车。一名乌军士兵后来表示，伏击者最初瞄准车队中最頭和最尾的兩架車輛，令其余的都困在中间。不過，烏方並不能夠切斷俄軍的撤退路线，而俄军其後亦因损失惨重而被迫撤退。乌克兰官员声称，第6坦克团的指挥官安德烈·扎哈罗夫上校在冲突中丧生。据报道指，有部分俄军士兵步行逃入了附近的树林和村庄。
尽管第90近卫坦克师撤退，但該鎮以東的地方仍然爆發了戰鬥，共持續了數天。有報道指，有伏击的俄军士兵在村庄里，因懷疑當地居民幫助烏軍而枪杀了數名平民。

### 俄方失敗與撤退
3月12日，俄罗斯声称其部队已癱瘓了該城的乌军通訊與情報中心。然而，市长萨波日科卻表示“我们已经为他们做好了准备”。
3月29日，俄军开始炮击该地，其中焚燒了一个仓库，也嚴重地破壞了附近的村莊。翌日，市長萨波日科表示，乌军成功击退了俄军，重夺了三個村莊，而新巴桑則仍在戰鬥中。
4月1日，乌克兰声称共收复了13個村庄，包括新巴桑。萨波日科表示俄军已“几乎离开”了整个布罗瓦雷區，而乌克兰军队亦在进行“扫荡”行动。
2022年4月2日，烏克蘭國防部宣布俄軍已完全從基輔州撤退，其中包括布羅瓦雷，表示烏方戰勝。